# Филипп д’Онэ
Филипп д’Онэ (фр. Philippe d’Aunay; ок. 1290/93 — 19 апреля 1314, Понтуаз) — рыцарь родом из Нормандии, младший брат Готье д’Онэ, конюший графа Карла Валуа, брата Филиппа IV Красивого. Один из фигурантов дела Нельской башни.

## Биография
Филипп был сыном Готье д’Онэ (ум. 1318/1325), сеньора де Монси-ле-Нёф дю Мениль и де Гран-Мулен, вассала Филиппа де Пуатье. С 1310 года он был любовником Маргариты Бургундской, жены Людовика Наваррского, наследника престола Франции. Вместе с братом (любовником Бланки Бургундской) был подвергнут пыткам, осуждён на смертную казнь и казнён в Понтуазе.
Существует мнение, что королева Наварры Иоанна II была на самом деле рождена от Филиппа. В пользу этой версии говорит тот факт, что первые шесть лет супружеской жизни Маргариты и Людовика были бездетными, и лишь после начала любовной связи королевы с Филиппом д’Онэ у них появилась дочь. Эти сомнения сыграли решающую роль в отстранении Иоанны от наследования французской короны и окончательном утверждении в стране салического закона, который просуществовал вплоть до упразднения монархии.

## Филипп д’Онэ в литературе и кинематографе
Филипп д’Онэ является одним из центральных героев романа «Железный король» (цикл «Проклятые короли») французского писателя Мориса Дрюона. В мини-сериале «Проклятые короли» 1972 года его роль исполнил Патрик Лансело, в мини-сериале 2005 года — Сильвио Оттону.
Филипп д’Онэ стал персонажем исторической драмы «Нельская башня», написанной Фредериком Гайярде и Дюма, Александр (отец)Александром Дюма-отцом (1832). В её одноимённой экранизации Филиппа сыграл Жак Тожа.